# Agnieszka Chylińska
Agnieszka Barbara Chylińska (Gdańsk, 23 de mayo de 1976) es una cantante, compositora, bailarina y actriz polaca.
Fue el cantante principal de la banda de rock polaca O.N.A. de 1994 a 2003. Desde 2003 cantó bajo el nombre de Chilinska; Lanzó un álbum llamado Winna en 2004. ¡Mam talent de la serie Got Talent desde 2008! Sirve como jurado en la versión polaca nombrada. Lanzó un álbum de estudio llamado Modern Rocking en 2009, seguido de Forever Child (2016) y Pink Punk (2018).

## Biografía
Chylińska es hija del periodista deportivo Andrzej Chyliński y profesor. Tiene un hermano mayor llamado Wawrzyn "Varien" Chyliński que es baterista de una banda de death metal.
De 1994 a 2003 fue el cantante principal de la banda polaca O.N.A. Aparece como "Chylińska" desde 2013. Un año después, lanzó el álbum Winna ("The Guilty"). En 2018, se convirtió en juez de la versión polaca de Got Talent - Mam Talent. En 2009, lanzó su álbum de estudio de platino y platino Modern Rocking el mismo año. Otras publicaciones fueron Forever Child (2016) y Pink Punk (2018, oro). En 2017, el unipersonal Królowa recibió un récord de diamantes 2017ez, y en 2018, el único Forever Child recibió triple platino. Chylińska se casa por segunda vez y tiene tres hijos

## Vida privada
Su primer marido fue Krzysztof Krysiak, director del departamento de marketing de Sony Music, a quien conoció en la fiesta de Robert Gawliński en 1996. Se casaron en Gdańsk-Oliwa el 20 de abril de 2002, pero se divorciaron después de 16 meses de matrimonio. Poco después, O.N.A. comenzó a trabajar con Marek, quien trabaja para una empresa de publicidad que diseña portadas y carteles. Se casaron en 2010. Tienen un hijo, Ryszard (nacido en 2006) y dos hijas: Estera (nacida el 26 de diciembre de 2010) y Krystyna (nacida el 8 de enero de 2013).

## Discografía
| Nombre                 | Datos del álbum                                                                                              | Posiciones máximas del gráfico | Posiciones máximas del gráfico | Certificaciones     |
| Nombre                 | Datos del álbum                                                                                              | POL                            | SWE                            | Certificaciones     |
| ---------------------- | --- | ------------------------------ | ------------------------------ | ------------------- |
| Winna (como Chylińska) | - Lanzamiento: 22 de marzo de 2004 - Discográfica: Pomaton EMI - Formatos: CD, descarga digital              | 2                              | -                              |                     |
| Modern Rocking         | - Lanzamiento: 26 de octubre de 2009 - Disquera: EMI Music Poland - Formatos: CD, descarga digital           | 1                              | -                              | - ZPAV: platino     |
| Forever Child          | - Lanzamiento: 30 de septiembre de 2016 - Disquera: Warner Music Poland - Formatos: CD, LP, descarga digital | 1                              | 44                             | - ZPAV: 3 × platino |
| Pink Punk              | - Lanzamiento: 26 de octubre de 2018 - Disquera: Warner Music Poland - Formatos: CD, LP, descarga digital    | 2                              | -                              | - ZPAV: oro         |

### Singles
| Nombre                                                  | Año  | Posiciones máximas del gráfico | Posiciones máximas del gráfico | Posiciones máximas del gráfico | Certificaciones  | Álbumes           |
| Nombre                                                  | Año  | POL                            | POL Nuevo                      | POL televisor                  | Certificaciones  | Álbumes           |
| ------------------------------------------------------- | ---- | ------------------------------ | ------------------------------ | ------------------------------ | ---------------- | ----------------- |
| "Nie mogę Cię zapomnieć"                                | 2009 | 55                             | 2                              | -                              |                  | Mecedora moderna  |
| "Zima"                                                  | 2010 | -                              | -                              | -                              |                  | Mecedora moderna  |
| "Wybaczam Ci"                                           | 2010 | -                              | 1                              | 2                              |                  | Mecedora moderna  |
| "Niebo"                                                 | 2010 | -                              | 2                              | -                              |                  | Mecedora moderna  |
| "Kiedy przyjdziesz do mnie"                             | 2014 | -                              | -                              | -                              |                  | Niño para siempre |
| "Against All Odds (Take a Look at Me Now)" (with LemON) | 2015 | -                              | 2                              | -                              |                  | 25 lat RMF FM     |
| "Królowa łez"                                           | 2016 | 1                              | 3                              | 4                              | - ZPAV: Diamante | Niño para siempre |
| "KCACNL"                                                | 2017 | 28                             | 1                              | -                              |                  | Niño para siempre |
| "Mam zły dzień"                                         | 2018 | -                              | -                              | -                              |                  | Punk rosa         |
| "Schiza"                                                | 2019 | -                              | -                              | -                              |                  | Punk rosa         |

### Video musical
| Nombre                      | Año  | Director             |
| --------------------------- | ---- | -------------------- |
| "Winna"                     | 2004 | Desconocido          |
| "Niczyja"                   | 2004 | Desconocido          |
| "Zmysłowa"                  | 2004 | Desconocido          |
| "Nie mogę Cię zapomnieć"    | 2009 | Jacek Kościuszko     |
| "Wybaczam Ci"               | 2010 | Jacek Kościuszko     |
| "Niebo"                     | 2010 | Jacek Kościuszko     |
| "Kiedy przyjdziesz do mnie" | 2014 | Dariusz Szermanowicz |
| "Królowa łez"               | 2016 | Adam Gawenda         |
| "Mam zły dzień"             | 2018 | Tadeusz Śliwa        |
| "Schiza"                    | 2019 | Adam Gawenda         |

- Datos: Q4693230
- Multimedia: Agnieszka Chylińska / Q4693230